# Peleteria cornigera
Peleteria cornigera là một loài ruồi trong họ Tachinidae.